# Mariagerský fjord

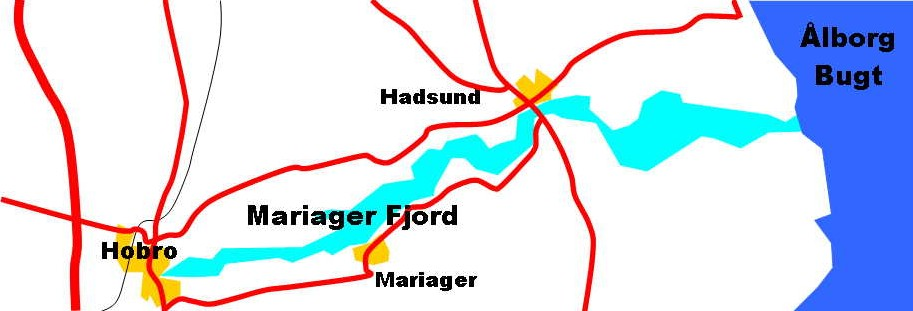
Mapa Mariagerského fjordu

Mariagerský fjord je při své délce přibližně 35 km nejdelším fjordem v Dánsku. Je vetknut do Jutského poloostrova ze strany průlivu Kattegat a končí u města Hobro; další důležitá města podél fjordu jsou Hadsund a Mariager, podle nějž je fjord pojmenován. Mariagerský fjord tvoří většinu jižní hranice historické oblasti Himmerland.
Šířka fjordu se pohybuje mezi 4½ km a 250 metry (2,8-0,16 mil) a jeho rozloha je asi 47 km2s (18 čtverečných mil). Dosahuje hloubky až 30 metrů (asi 100 stop).
V důsledku obecní reformy z roku 2007 byla vytvořena nová municipalita Mariagerfjord sloučením čtyř bývalých municipalit kolem Mariagerského fjordu.